# Prímás
Der Prímás (ungarisch, von Latein primus, „der Erste“) ist als virtuoser Geiger der Solist und Leiter einer ungarischen „Zigeunerkapelle“. Der Prímás ist für die Organisation der Auftritte und für die Kommunikation mit dem Publikum zuständig, er wird für Erfolg oder Misserfolg verantwortlich gemacht. Ist er qualifiziert, genießt er ein hohes Ansehen. 
Berühmte Prímás waren János Bihari, János Lavotta, Mark Rózsavölgy, Panna Czinka (als einzige Frau), Grigoraș Dinicu (Rumänien), Imre Magyari, Lászlo Berki, Lajos Boross. Eine berühmte ungarische Prímás-Dynastie ist die Lakatos-Familie mit Flóris Lakatos, Sándor Lakatos (1924–1994), Sándor Déki Lakatos (1942–2011) und Roby Lakatos (* 1965).
In den traditionellen ungarischen, ebenso slowakischen und tschechischen Streicherensembles, die Volkslieder zur Tanzbegleitung aufführen, spielt der erste Geiger, dessen Instrument prím genannt wird, die Melodie. Der zweite Geiger (in der Slowakei sekund oder pomocný primáš, „Hilfsprimas“) unterstützt die Melodie mit einer harmonischen Begleitung. Ein Musiker, der auf seinem Streichinstrument Akkorde ergänzt, hat die Funktion des kontráš oder bračista („Bratschist“). In den ungarischen Zigeunerkapellen spielt die dritte Geige (kontra) bevorzugt Intervalle mit Doppelgriffen auf der d- und g-Saite.